# Славољуб Кизић
Славољуб Кизић (16. августа 1971.) је бивши српски фудбалер и сада тренер. Играо је на позицији везног играча. У својој каријери играо је и за Бадњевац, Будућност из Ваљева, Лозницу, Железник из Београда, Раднички из Крагујевца, Сартид из Смедерева и Шумадинац из Крагујевца.
Као тренер радио је у млађим селекцијама крагујевачких клубова, Радничког, Сушице и Шумадије 1903. У сениорској конкуренцији водио је Слогу из Баточине.

## Каријера

### Играчка каријера
Кизић је почео да игра фудбал са десет година у свом родном Бадњевцу. Прошао је све млађе категорије овог клуба, а са првим тимом је за 5 година прешао исто толико рангова и дошао до друге лиге. Био је капитен тима који је највећи успех остварио када је 1996. године играо полуфинале купа са Партизаном. После велике борбе елиминисани су укупним резултатом 3:2. У првом мечу у Бадњевцу резултат је био 1:1, док је у Београду славио Партизан 2:1.
Из Бадњевца, 1996. године прелази у Будућност из Ваљева који је играо Прву Б лигу. Након шест месеци прелази у Лозницу која се такође такмичила у Првој Б лиги. Са овим клубом Кизић је играо бараж за Прву лигу. Ипак у двомечу боља од њих била је подгоричка Будућност са 1:0.
Након годину дана прелази у Железник. Са Железником осваја десето место у првенству. Када је Раднички из Крагујевца ушао у Прву лигу, Кизић је појачао клуб. Сезона 1998/99 није завршена због бомбардовања Југославије, а у тренутку прекида након одиграна 24. кола Раднички је заузимао 10. место од 18 клубова.
После сезоне у Радничком Кизић се враћа у Железник. У Железнику је одиграо две сезоне где је био и капитен екипе. У првој сезони освојено је осмо место, да би исти пласман био остварен и у другој.
Највеће успехе Кизић је постигао са Сартидом из Смедерева за који је играо две сезоне. У другој сезони су играли у УЕФА купу. У квалификацијама су елиминисали велшки Бангор сити укупним резултатом 2:1. У првом колу бољи од њих био је енглески Ипсвич таун. У првом мечу у Ипсвичу је било 1:1, али су Енглези славили у Смедереву 1:0 и укупним резултатом 2:1 прошли у наредно коло. Највећи успех је остварен освајањем купа. У финалу Сартид је победио Црвену звезду након продужетака и први пут у својој историји освојио Куп. У првенству су освојили 11. место.
Након испадања Радничког из Крагујевца у трећи степен такмичења Кизић долази у клуб и након две године играња за овај клуб са којим је успео да се пласира у Другу лигу, прелази у Бадњевац који је играо Шумадијску зону, четврти степен такмичења, са циљем да заврши каријеру у клубу у којем је и почео каријеру. Након две године играња у Бадњевцу на наговор пријатеља Драгана Обрадовића из Великих Крчмара прелази у Шумадинац који се такмичио у Првој лиги Крагујевца (пета лига). Играјући за Шумадинац четири сезоне постигао је 120 голова и био први стрелац екипе.
Од 2011. године игра за Лепеницу из Бадњевца. Већ у првој сезони освојено је прво место у Међуопштинској лиги Рача-Баточина-Кнић па се екипа пласирала у Шумадијску окружну лигу, пети степен такмичења. У дебитантској сезону у Шумадијској лиги Лепеница је освојила друго место.

### Тренерска каријера
Славољуб Кизић је завршио вишу тренерску школу, а 2009. године је стекао „А“ лиценцу за тренере, а још годину дана му је остало до стицања профи лиценце. Као тренер је за до сада радио у млађим селекцијама крагујевачких клубова, Радничког, Сушице и Шумадије 1903. У сениорској конкуренцији водио је Слогу из Баточине.
Од 2011. године је тренер у крагујевачком Арсеналу који се такмичи у Првој лиги Крагујевца. У првој сезони са овим клубом је освојио друго место, да би у наредној сезони освојио прво место и обезбедио клубу пласман у Зону Морава.